# Onstwedde

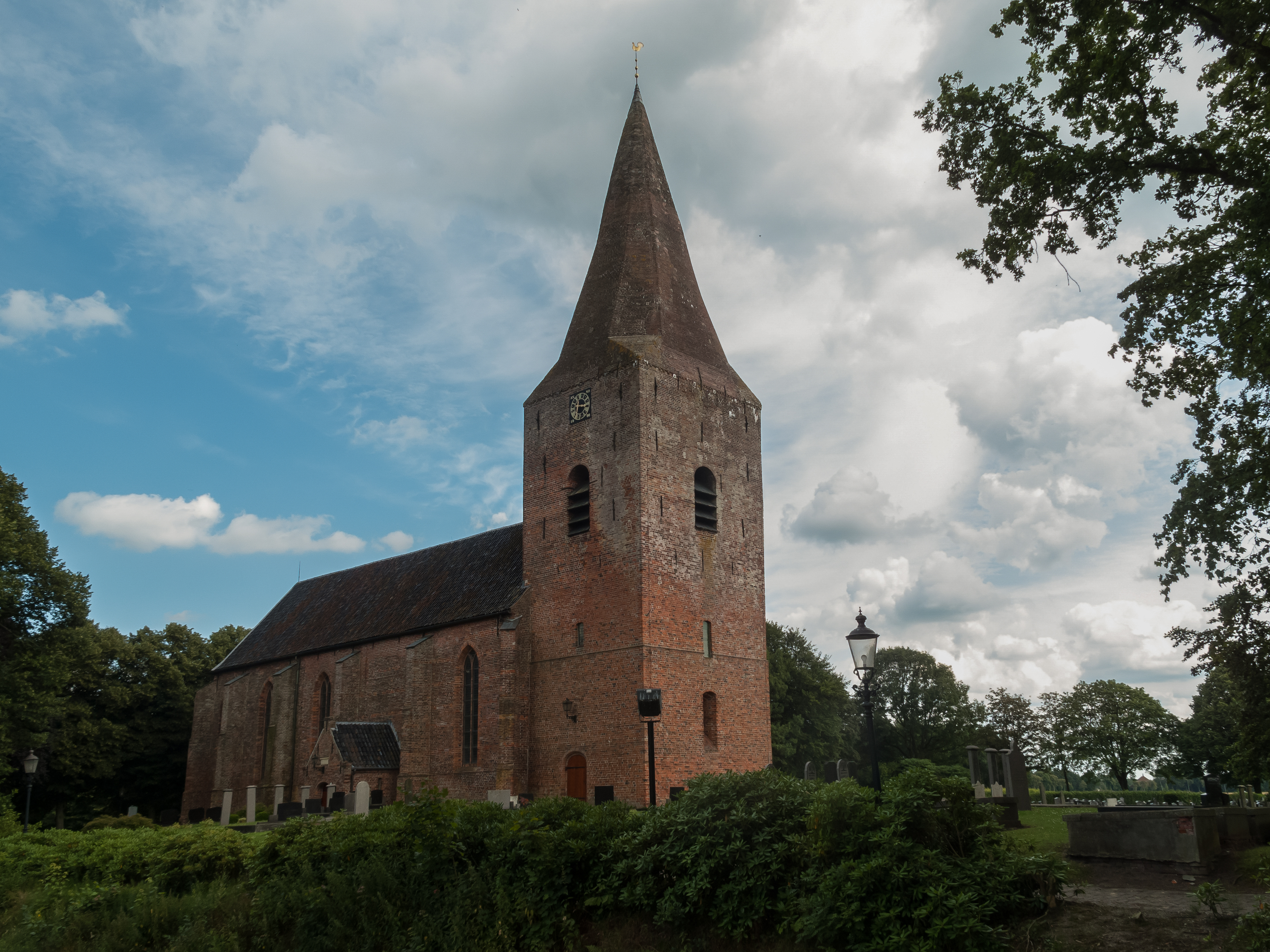
Onstwedde, église: de Nicolaaskerk

Onstwedde est un village qui fait partie de la commune de Stadskanaal, situé dans la province néerlandaise de Groningue. Le 1er janvier 2007, le village comptait 3 040 habitants.

## Histoire
Onstwedde a été une commune indépendante jusqu'au 1er janvier 1969. À cette date, la commune fusionne avec une partie de la commune supprimée de Wildervank. La nouvelle commune ainsi créée est appelée Stadskanaal.